# Nicole Anyomi
Nicole Anyomi, född 10 februari 2000 i Krefeld, är en tysk fotbollsspelare.

## Karriär
Nicole Anyomi inledde sin seniorkarriär i SGS Essen år 2016. 2021 flyttade hon till Eintracht Frankfurt. Hon har representerat Tyskland på flera ungdomsnivåer sedan 2014 och debuterade i tyska A-landslaget år 2021. Hon ingick i det tyska lag som vid olympiska sommarspelen 2024 i Paris tog brons efter att ha vunnit bronsmatchen mot Spanien.